# 南加洛韋鎮區 (密蘇里州克里斯蒂安縣)
南加洛韋鎮區（英語：South Galloway Township）是位於美國密蘇里州克里斯蒂安縣的一個行政鎮區。

## 地方資料
南加洛韋鎮區的面積為123.05平方千米，當中陸地面積為123.04平方千米，而水域面積為0.01平方千米。根據2020年美國人口普查的數據，當地共有人口2064人，而人口密度為每平方千米16.77人。